# 赫盧希韋茨
49°33′55″N 24°0′44″E / 49.56528°N 24.01222°E
赫盧希韋茨（烏克蘭語：Глухівець），是烏克蘭西部利維夫州斯特雷區特羅斯佳內茨市鎮的村庄。始建於1500年，面積0.57平方公里，海拔高度273米，2001年人口120，人口密度每平方公里210.53人。